# Гідролат
Гідролат — це 100 % дистилят, концентрована суспензія в дистильованій воді фракції легких речовин рослини. Особливість отримання гідролату — парова дистиляція при невисоких температурах (75ºC-90ºC).
Гідролат — слабокисла речовина з рН 2,9-6,5, яка пригнічує ріст та життєдіяльність бактерій, вірусів і грибків. Гідролат має інші властивості, ніж квіткові (травні) води, які отримують за допомогою різних видів стандартної дистиляції. Квіткові води отримують як супутній продукт при виробництві ефірних олій та використовують тільки зовнішньо.
Гідролат не завжди схожий за запахом та смаком на ефірну олію або рослину, з якої він вироблений. Вчені ароматерапевти також називають гідролат голограмою рослини. Немає гідролата апельсина, лимона, мандарина та грейпфрута.
Виробляють гідролат з листя цих рослин. Гідрорлат має сильні терапевтичні властивості і відновлює здоров'я цілого організму. Його застосовують не тільки в медиціні, а й в косметології та харчовій промисловості.
У 1984 році вчені Нової Зеландії та Англії після клінічних досліджень властивостей гідролату виділили його в окрему категорію фітопродукції та дали назву «ГІДРОЛАТ», «ГІДРОЗОЛЬ» («HYDROLATE», «HYDROSOL»).

## Виробництво
Трав'яні дистиляти виробляються таким же або подібним чином, як і ефірні олії. Однак ефірні олії спливають у верхню частину дистиляту, де вони видаляються, залишаючи після себе водянистий дистилят. З цієї причини термін "ефірна вода" є влучним описом. У минулому ці ефірні води часто вважалися побічним продуктом дистиляції, але зараз вони вважаються важливим побічним продуктом. Вироблені трав'яні води по суті є розведеними ефірними оліями з концентрацією менш як 1% (зазвичай від 0,02% до 0,05%). Кілька факторів, таких як температура і цикл росту трави, впливають на характеристики дистиляту, а отже, впливають на час дистиляції. Розмарин, наприклад, слід переганяти в розпал літа, до того, як він зацвіте.

## Гідролат
Гідролат, також відомий як флоральна вода або рослинна вода, є побічним продуктом процесу парової дистиляції при виготовленні ефірних олій. Це ароматична вода, що містить водорозчинні компоненти рослин та невелику кількість ефірної олії. Через свої м'які та ніжні властивості, гідролати широко використовуються в ароматерапії, косметології та народній медицині.

### Історія
Історія використання гідролатів сягає давнини, коли дистиляція рослин для отримання ароматичних вод використовувалася в медицині та парфумерії. Наприклад, у Стародавньому Єгипті та Індії використовували рослинні води для косметичних та лікувальних цілей.

### Виробництво
Гідролати отримують під час парової дистиляції рослинного матеріалу, коли водяна пара проходить крізь рослину, витягуючи з неї ароматичні молекули. Після конденсації пари вода, що залишилась, і є гідролатом, який зберігає аромат та деякі терапевтичні властивості рослини.

### Види
Існує багато видів гідролатів, кожен з яких має свої унікальні властивості. Наприклад:
- Гідролат рози: зволожує та заспокоює шкіру, підходить для всіх типів шкіри.
- Гідролат лаванди: має антисептичні та заспокійливі властивості.
- Гідролат ромашки: використовується для заспокоєння подразненої шкіри.

### Застосування
Гідролати можна використовувати як тоніки для обличчя, як основи для лосьйонів та кремів, у вигляді спреїв для освіження приміщень, а також для приготування натуральної косметики в домашніх умовах. Вони є м'якими та безпечними, тому підходять навіть для чутливої шкіри та можуть використовуватися для догляду за дітьми.

### Безпека та зберігання
Гідролати слід зберігати в прохолодному, темному місці, віддалік від прямих сонячних променів. Їхній термін придатності зазвичай менший, ніж у ефірних олій, тому їх слід використовувати протягом певного часу після відкриття.

## Резюме
Гідролати - це цінний подарунок природи, який може збагатити вашу косметичну рутину та підвищити якість життя завдяки своїм натуральним властивостям.